# Psammotettix adriaticus
Psammotettix adriaticus är en insektsart som beskrevs av Wagner 1959. Psammotettix adriaticus ingår i släktet Psammotettix och familjen dvärgstritar. Utöver nominatformen finns också underarten P. a. linnavuorii.